# Portugalská koloniální říše

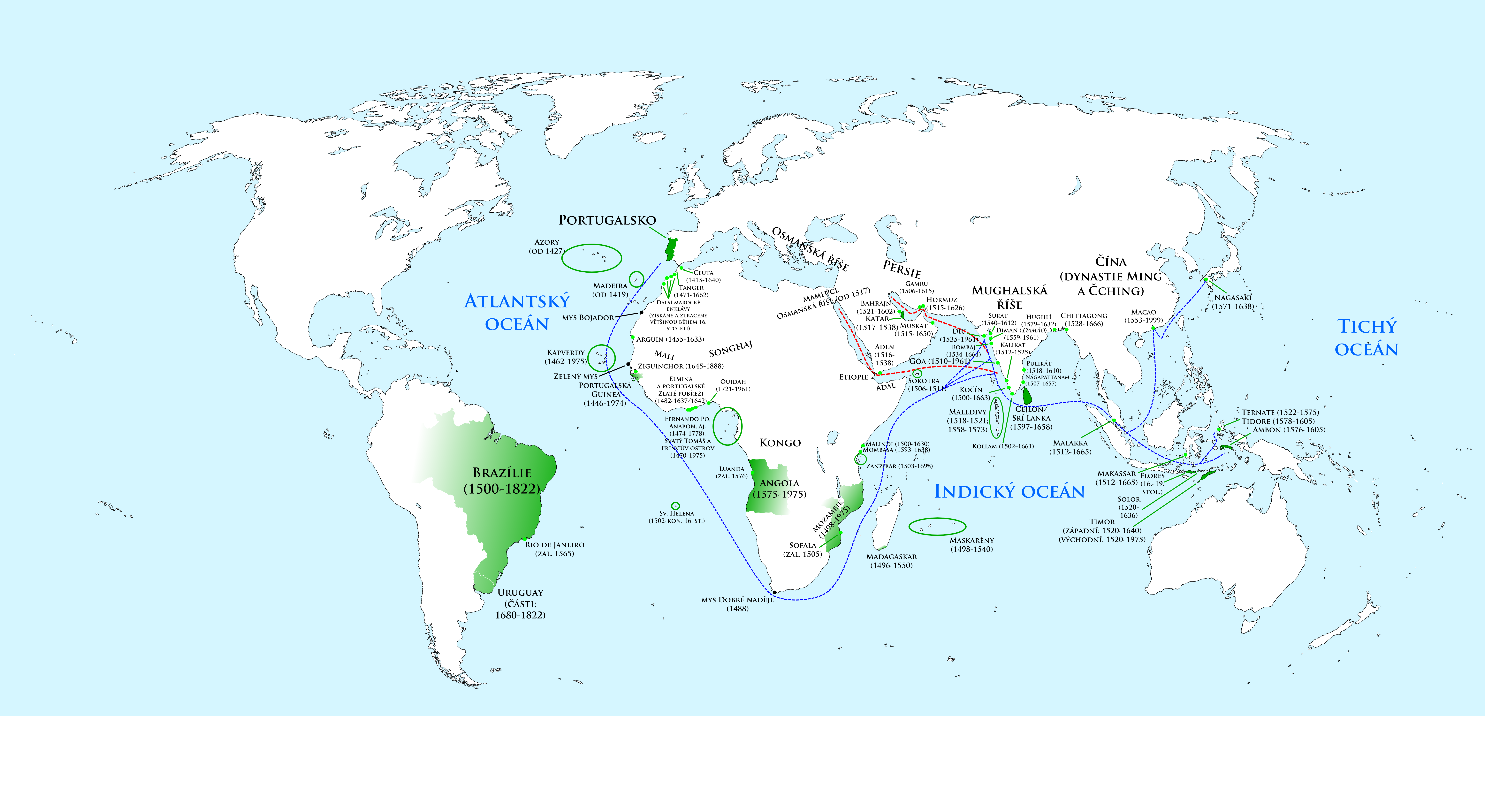
Anachronická mapa portugalských kolonií

Portugalská říše (portugalsky Império Português) neboli Portugalská koloniální říše byla první říší ve skutečně globálním měřítku a nejdéle existujícím koloniálním impériem v historii – od zisku Ceuty v roce 1415 po předání Macaa Číně roku 1999.
Portugalští námořníci začali prozkoumávat pobřeží Afriky již na počátku 15. století (využívajíce pokroku v námořních technologiích), za cílem nalezení námořní cesty do Indie a umožnění lukrativního obchodu s kořením. Při svých cestách dosáhli význačných úspěchů, v roce 1488 dosáhl Bartolomeu Dias mysu Dobré naděje, Vasco da Gama doplul roku 1498 až do Indie. Bouře zanesla Pedra Álvares Cabrala v roce 1500 na pobřeží Jižní Ameriky, což otevřelo cestu k založení nejvýznamnější portugalské kolonie: Brazílie.
V průběhu 15. a 16. století se z Portugalska stala světová obchodní a námořní velmoc, do konce 17. století získalo četné kolonie v Africe, Americe, Indii a jihovýchodní Asii. Zpočátku ale nemělo zájem na vlastnění rozsáhlých území, kolonie sloužily jako opěrné body při obchodních cestách (portugalské pevnosti střežily již na konci 16. století obchodní cesty od Nagasaki po Lisabon). Rozsáhlé kolonizaci také bránil relativně malý počet obyvatel Portugalska, významný proud osadníků směřoval pouze do Brazílie.
Úpadek portugalské koloniální říše od 17. století měl souvislost s větší angažovaností Britů, Francouzů a Nizozemců v zámoří, Portugalci nedokázali konkurenci silnějších národů efektivně čelit. Portugalsko si v důsledku Salazarovy politiky na rozdíl od ostatních evropských zemí udržovalo africké kolonie až do roku 1975. Bývalé portugalské kolonie jsou dnes sdruženy ve Společenství portugalsky mluvících zemí (port. Comunidade dos Países de Língua Portuguesa).

## Počátky impéria (1415–1494)

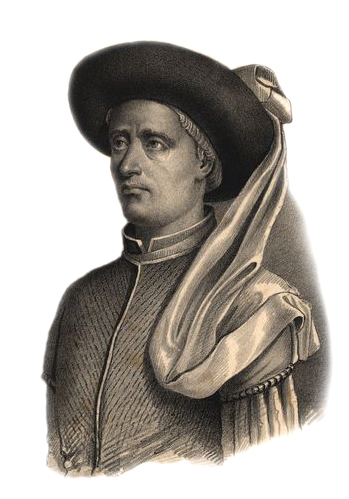
Jindřich Mořeplavec

Podobně jako Španělé i Portugalci postupně osvobozovali svou zemi od maurské nadvlády. Portugalská reconquista skončila v roce 1249 dobytím Algarve, čímž se stanovily hranice, existující v prakticky nezměněné podobě dodnes. Jejím pokračováním byla expanze mimo evropský kontinent, zpočátku organizovaná zejména portugalským princem Jindřichem Mořeplavcem. Důvodů pro ni bylo vícero:
- nalezení nové cesty do Indie skýtající příležitost pro extrémně lukrativní obchod s kořením
- veliké zisky z obchodu s dalšími exotickými komoditami
- šíření křesťanské víry
- objevitelský duch

První portugalskou kolonií se stala v roce 1415 Ceuta na severoafrickém pobřeží (dnes ve španělských rukou). Madeira byla známá od starověku (zmiňuje ji již Plinius starší), znovuobjevena byla až v roce 1419 portugalskými mořeplavci, kteří byli zahnáni bouří od afrického pobřeží. Roku 1427 byly objeveny Azory.
Důležitým psychologickým mezníkem byl rok 1434, kdy portugalský mořeplavec Gil Eanes nalezl cestu okolo mysu Bojador; mnoho předchozích výprav ztroskotalo a mys získal pověst strašlivého místa, kde sídlí mořské příšery. Věřilo se také, že proudy na jih od mysu jsou tak silné, že žádná loď se už nemůže vrátit nebo že slunce pálí tak silně, že zde nikdo nemůže přežít.
V roce 1441 byla do Lisabonu dopravena první loď s otroky, tento druh obchodu s lidmi se později stal velice výnosný. Portugalci dospěli na pobřeží Senegalu a Sierry Leone v roce 1445, resp. 1446, mezitím probíhala kolonizace Madeiry a Azorských ostrovů. Objevení zlata v dnešní Ghaně podpořilo další snahy o objevování nových zemí – zámořské plavby se stávaly velice výnosnými.
Diogo Cão doplul v roce 1482 do oblasti Konga, ke Cape Cross (na území dnešní Namibie) v roce 1486. Bartolomeu Dias obeplul mys Dobré naděje v roce 1488, čímž otevřel cestu do Indického oceánu. Na významných místech na pobřeží Afriky Portugalci vztyčovali dřevěné kříže, později kamenné sloupy (Padrões, singulár: Padrão), které označovaly portugalské teritoriální nároky. Na sloupech byl latinsky a portugalsky napsán rok připlutí, jméno námořníka a vládnoucího krále.

### Smlouva z Tordesillas
Portugalsko učinilo významné objevy v Africe a Asii, poté, co Kryštof Kolumbus v roce 1492 objevil Nový svět, se Španělsko naopak soustředilo na tuto oblast. V rámci zabránění možných konfliktů byla mezi těmito dvěma zeměmi v roce 1494 podepsána Tordesillaská smlouva, ve které si rozdělily sféry vlivu ve světě. Demarkační linie byla stanovena na poledníku 1550 km západně od Kapverdských ostrovů, protilehlý poledník byl určen Smlouvou ze Zaragozy v roce 1529. V důsledku těchto smluv měla Portugalsku patřit východní část jižní Ameriky, celá Afrika a téměř celá Asie, zatímco většina Nového světa měla připadnout Španělsku.

## Rozmach impéria (1494–1580)

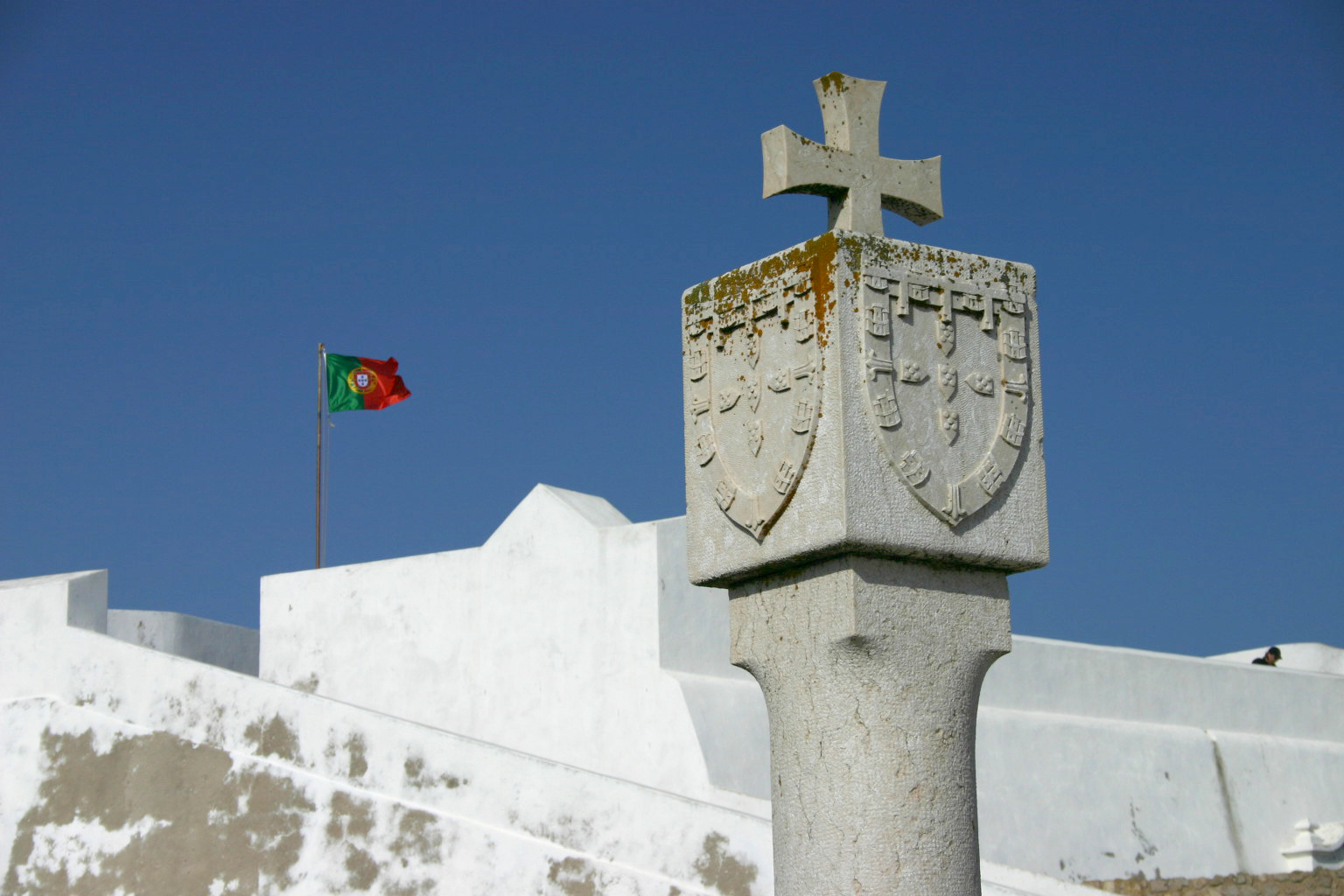
Padrão

Na základě Smlouvy z Tordesillas získalo Portugalsko také exkluzivitu v plavbě okolo Afriky, Vasco da Gama v roce 1498 jako první Evropan doplul okolo Afriky do Indie, kde založil první portugalská stanoviště. Portugalsko se brzy stalo centrem obchodu s Orientem.
Malé islámské státy ve východní Africe byly buď zničeny nebo přinuceny stát se portugalskými vazaly. Pedro Álvares Cabral objevil roku 1500 Brazílii, když ho sem zanesla mořská bouře, a založil zde první přechodné osady. Roku 1506 začala okupace Sokotry a v té samé době také kolonizace Cejlonu. Madagaskar byl částečně prozkoumán Tristão da Cunhou v roce 1507, tento rok byl též objeven Mauricius. Ve stejném roce byl Afonsem de Albuquerque při cestě do Indie dobyt Chór Fakkán v dnešních Spojených arabských emirátech. V roce 1509 vyhráli Portugalci námořní bitvu u Diu (město na západě Indie) proti spojeným silám osmanských Turků, místních rádžů, benátské republiky a raguské republiky; druhou bitvou u Diu v roce 1538 skončily osmanské ambice v Indii a potvrdilo se výsostné postavení Portugalska v této oblasti.
Portugalci na svých obchodních trasách stavěli mnoho opěrných bodů, například v Goa, Hormuzu, Malace, Kochi, na Moluckých ostrovech, Macau a Nagasaki. Portugalsko dominovalo nejen obchodu mezi Asií a Evropou, ale zabezpečovalo také obchod mezi jednotlivými asijskými regiony – Indií, Indonésií, Čínou a Japonskem. Obchodníky následovali jezuitští misionáři jako např. František Xaverský, šíření křesťanství v Asii však mělo jen malý úspěch.

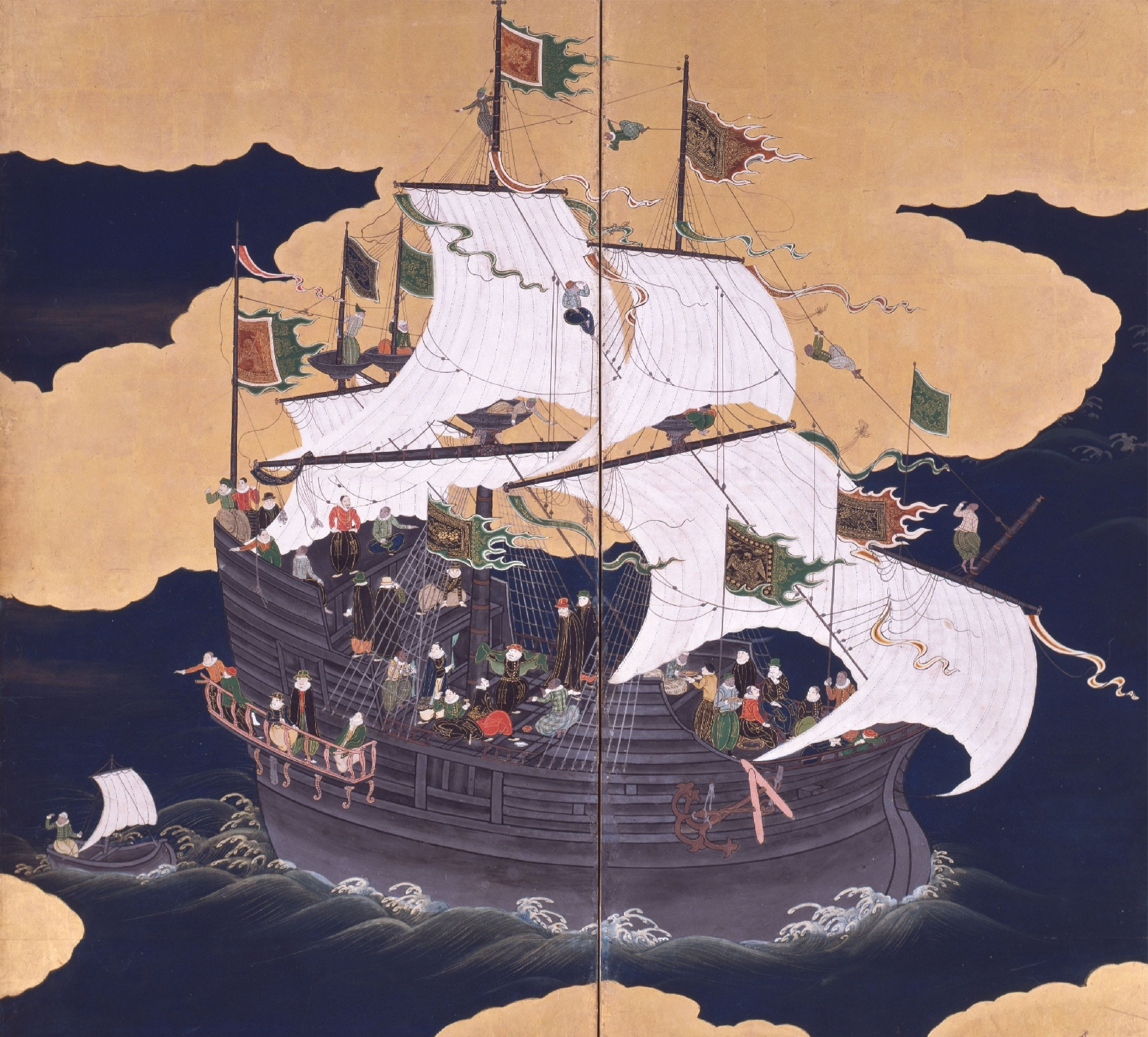
Japonská malba portugalské karaky

Objevitelské snahy se neomezovaly pouze na Afriku a Asii. Portugalský král Manuel I. dal svolení k průzkumu severní Ameriky, João Fernandes „Lavrador“ blíže prozkoumal po něm později pojmenovaný poloostrov Labrador; bratři Miguel a Gaspar Corte-Real prozkoumali Newfoundland a blízké ostrovy. Zájem o severní Ameriku ale v dalších letech upadal, protože podnikání v Africe a Asii bylo mnohem výnosnější. Pobřeží severní Ameriky však zůstalo cílem portugalských rybářů.
Jedinou kolonií, kam směřoval příliv portugalských osadníků, byla Brazílie. Osady byly zakládány v první polovině 16. století, první z nich São Vicente a São Paulo. Se vzrůstajícím počtem obyvatel začalo prosperovat pěstování cukrové třtiny, které však bylo náročné na pracovní sílu, kterou představovali domorodí indiánští otroci a černí otroci dovezení z Afriky.
Na základě studia starých francouzských map existují teorie, podle nichž objevili jako první Evropané australský kontinent právě Portugalci, a to při cestách do svých území v Indonésii. Tyto domněnky jsou ale dodnes sporné.
Portugalcům podařilo dobýt francouzskou jihoamerickou kolonii France Antarctique existující mezi lety 1555 a 1567, na jejím místě bylo roku 1565 založeno Rio de Janeiro.

## Habsburští králové (1580–1640)
Poté, co roku 1578 jako bezdětný zemřel mladý portugalský král Sebastián I., rozhořel se spor o nástupnictví na portugalský trůn, který byl nakonec úspěšný pro španělské Habsburky. Tímto se Španělsko a Portugalsko propojily v šedesát let trvající personální unii, tzv. Iberskou unii.
Na přelomu 16. a 17. století se Portugalci s malými úspěchy pokoušeli kolonizovat pobřeží Persie, ale byli vytlačeni koalicí Peršanů a námořnictva britské Východoindické společnosti. V Americe pokračovala portugalská expanze na západ, již za meze stanovené smlouvou z Tordesillas. V roce 1615 byla obsazena francouzská kolonie France Équinoxiale situovaná v rovníkové části Jižní Ameriky (město São Luís). Velmi vážnou konkurencí Portugalcům začali být Nizozemci, kteří si také dělali teritoriální ambice v Jižní Americe i jinde po světě, což vyústilo v nizozemsko-portugalskou válku. V první polovině 17. století obsadili Nizozemci severní část Brazílie s důležitým přístavem Recife, Portugalcům se ale do roku 1654 podařilo dobýt všechna ztracená území zpět. V průběhu 17. století Nizozemsko ovládlo mimo jiné Cejlon, souostroví v dnešní Indonésii a převzalo trh s Japonskem. Těmito kroky se portugalská území v Asii redukovala na Macao, Východní Timor a Portugalskou Indii.

## Bohatství Brazílie (1640–1822)

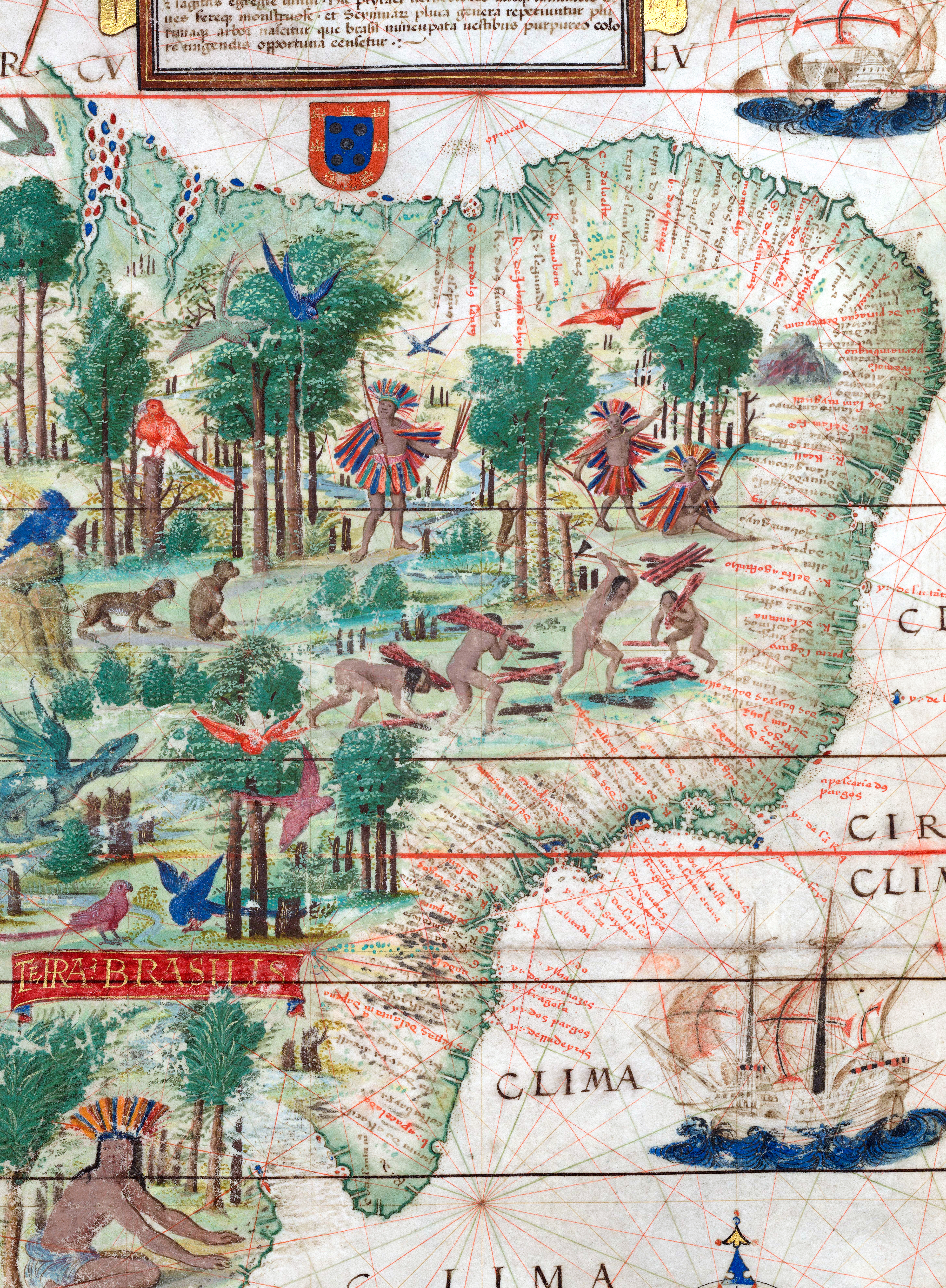
Mapa Brazílie z roku 1519

Malý zájem Španělska na osudu portugalské koloniální říše výrazně přispěl k rozpadu personální unie. V roce 1640 se Jan IV. prohlásil portugalským králem, čímž začala válka za nezávislost trvající s přestávkami až do roku 1668, kdy byla podepsána Lisabonská smlouva, ve které Španělsko formálně uznalo portugalskou nezávislost.
V průběhu 17. století začali Britové vytlačovat ostatní evropské národy z Indického poloostrova, Portugalcům se však podařilo uchovat nečetná území na pobřeží Indie až do 20. století; nejvýznamnější z nich byla Goa.
Na portugalské koloniální úsilí v druhé polovině 18. století mělo výrazný vliv ničivé zemětřesení, které zasáhlo Lisabon v roce 1755 a které si spolu s následným tsunami vyžádalo život podle některých zdrojů až 100 000 z tehdejších 275 000 obyvatel.
Přestože byla Brazílie zprvu ve stínu portugalských aktivit v Asii, stala se brzy jádrem portugalské kolonizace; její bohatství spočívalo především v pěstování cukrové třtiny, kávy a vývozu vzácných dřevin. Až do 17. století se kolonizace omezovala na pobřežní oblasti, Amazonie připadala podle smlouvy z Tordesillas Španělsku, což mělo být potvrzeno objeviteli jako např. Francisco de Orellana, ale samotná španělská kolonizace neprobíhala. Do této oblasti naopak začali pronikat portugalští průzkumníci (Bandeirantes) za účelem získávání nových otroků pro plantáže a později také kvůli hledání drahých kamenů a vzácných kovů. Tento vývoj vedl k uzavření Madridské smlouvy, ve které Španělsko uznalo portugalské nároky a formálně převedlo rozsáhlá území v Amazonii a oblasti Mato Grosso pod Brazílii.

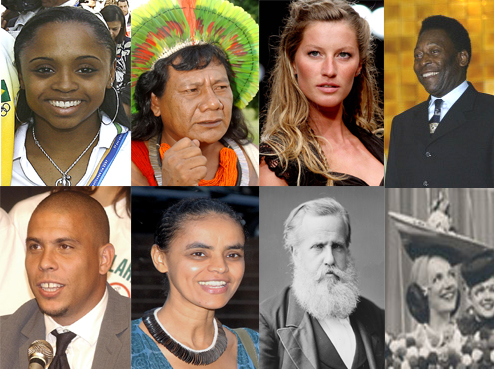
Brazílie je dnes multietnickou společností

V roce 1693 byla v oblasti Minas Gerais nalezena ložiska zlata, čímž se z Brazílie stal největší vývozce zlata na světě. K jejímu bohatství také přispívala zvýšená světová poptávka po cukru a kávě. Obyvatelstvo se od začátků kolonizace zmnohonásobilo, díky dobrovolné imigraci z Evropy (nejen z Portugalska, ale i z dalších zemí) a dovozu černých otroků z Afriky.
Na rozdíl od Španělska se Portugalsko nerozhodlo k rozdělení svého teritoria v Americe na menší státy. V roce 1789 byl uskutečněn první pokus na nezávislost Brazílie (po vzoru nově vzniklých Spojených států amerických), povstání bylo ale potlačeno.
V roce 1808 obsadil Napoleon Bonaparte Portugalsko a portugalský královský dvůr byl následně přesunut do Brazílie. Roku 1815 byla Brazílie povýšena na království a Portugalsko se oficiálně stalo Spojeným královstvím Portugalska, Brazílie a Algarves (port. Reino Unido de Portugal, Brasil e Algarves). Královská rodina se vrátila do Portugalska v roce 1821, v Brazílii zároveň kulminovaly snahy o nezávislost. O rok později prohlásil Petr I. Brazilský nezávislost Brazílie, 7. září 1822 byl korunován brazilským císařem. Na rozdíl od španělských kolonií byla nezávislost Brazílie dosažena bez krveprolití.

## Portugalská Afrika (1822–1961)
Do 19. století ztratilo Portugalsko rozsáhlá území v Jižní Americe a Asii. Soustředilo se tedy na rozšiřování svých území na jihu Afriky. Z původně přímořských oblastí Angoly (Portugalská západní Afrika) a Mosambiku (Portugalská východní Afrika) postupovala kolonizace dále do vnitrozemí Afriky. Portugalci se snažili o propojení těchto dvou kolonií, plány ale narážely na odpor Britů, jejichž cílem bylo vytvoření pásu kolonií od Káhiry po Kapské Město.
V první světové válce hrozili Němci obsazením Mosambiku, Portugalsko následně vstoupilo do války také kvůli obraně svých území v Africe.
António de Oliveira Salazar považoval portugalské kolonie za zámořské provincie, čili nedílnou součást Portugalska, a bránil jejich osamostatňování.

## Rozpad impéria (1961–1999)

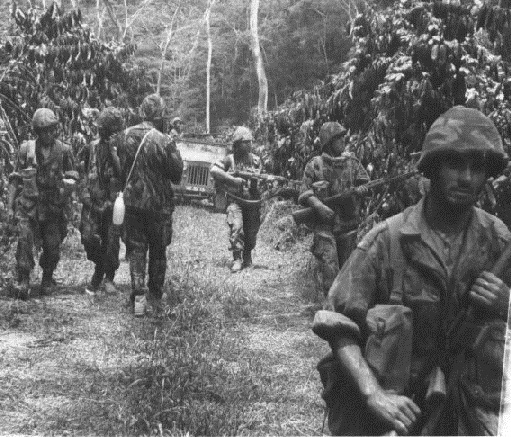
Portugalští vojáci v Angole

Po druhé světové válce se Portugalsko rozhodlo bránit vlně dekolonizace a potlačit snahy o samostatnost kolonií. Indie v roce 1954 provedla invazi do portugalských oblastí Dádra a Nágar Havélí a v roce 1961 do Daman a Díu a Goy. Náklady a nepopulárnost portugalské koloniální války mezi lety 1961 a 1974 za zachování zámořského impéria nakonec vedlo ke kolapsu Salazarova režimu. Takzvaná Karafiátová revoluce vedla nejen k demokratizaci, ale i osamostatnění zámořských území. V Angole i Mosambiku ihned propukly občanské války, znesvářené strany byly podporované Sovětským svazem a USA.
Také Východní Timor v této době vyhlásil nezávislost, ale téměř současně do země vpadla indonéská vojska za podpory USA, následkem čehož se stal součástí Indonésie, vojenská okupace trvala do roku 1999. Po referendu v roce 2002 vyhlásil Východní Timor nezávislost.
Macao, poslední zbývající portugalské zámořské území, bylo v roce 1999 předáno Číně, na základě smlouvy uzavřené o dvanáct let dříve.

## Rozsah portugalské koloniální říše
| Portugalská území koloniálního charakteru | Portugalská území koloniálního charakteru | Portugalská území koloniálního charakteru | Portugalská území koloniálního charakteru |
| Země | Zisk                                      | Ztráta                                    | Historie |
| Atlantik | Atlantik                                  | Atlantik                                  | Atlantik |
| --- | ----------------------------------------- | ----------------------------------------- | --- |
| Madeira | 1419                                      |                                           | kolonie (1580–1834), distrikt (1834–1976), autonomní region (1976 – současnost) |
| Azory | 1427                                      |                                           | 1427: objevení Portugalci (jiné zdroje: 1429 nebo 1432), od 1439: osidlování, do 1766 kolonie, poté správa generálním kapitánem (1766–1831), zámořská provincie (1831–1976), autonomní region (1976 – současnost) |
| Svatá Helena | 1502                                      | kon. 16. stol.                            | |
| Afrika |                                           |                                           | |
| Maroko (některá pobřežní města) | pol. 15. stol.                            | pol. 17. stol.                            | 1415: dobytí Ceuty, 1471: dobytí Tangeru, poté dobytí několika dalších měst (mj. Safi, El Jadida, Essaouira), 1668: předání Ceuty Španělsku |
| Arguim (v dnešní Mauretánii) | 1448                                      | 1633                                      | 1448 (jiné zdroje 1440/1455): stavba pevnosti, 1633: ztráta ve prospěch Nizozemska |
| Kapverdy | 1456/61                                   | 1975                                      | 1456: objev východní části, 1461: objev západní části, osídlené od 1462, 1975: nezávislost |
| Svatý Tomáš a Princův ostrov | 1471/72                                   | 1975                                      | mezi 1469 a 1471 objevení Svatého Tomáše, 1472: objevení Princova ostrova, 1493: první úspěšná kolonizace, 1500: první úspěšné osídlení Princova ostrova, 1641–1648: nizozemská nadvláda, 1648: francouzská nadvláda, 1975: nezávislost |
| Bioko (dnes součást Rovníkové Guiney) | 1474                                      | 1778                                      | 1642 – 1648: nizozemská nadvláda, 1778: postoupení Španělsku |
| Annobón (dnešní Rovníková Guinea) | 1474                                      | 1778                                      | 1474: objevení, 1778: postoupení Španělsku |
| Benin | 1486                                      | 1852                                      | od 1852 britský protektorát |
| Ouadane (v dnešní Mauretánii) | 1487                                      | 16. stol.                                 | |
| Grande Comore (největší ostrov Komor) | 1500                                      | 1505                                      | |
| Mombasa | 1500                                      | 1729                                      | 1498: objevena Vasco da Gamou, 1593: stavba Fort Jesus, 1698: dobyta Ománem, mezi lety 1728–1729 opět portugalská, potom nazpět ománská |
| Malindi (město v dnešní Keni) | 1500                                      | 1630                                      | 1498: objeveno Vasco da Gamou |
| Portugalská východní Afrika (dnešní Mosambik) | 1502                                      | 1975                                      | 1498: objevena Vasco da Gamou, 1544: založení Maputa, 1885: obsazení vnitrozemí, 1917 – 1918: sever obsazen Německem, 1964 – 1974: válka za nezávislost, 1975: uznání nezávislosti |
| Zanzibar | 1503                                      | 1698                                      | 1698: ztráta ve prospěch Ománu |
| Barawa (město v dnešním Somálsku) | 1506                                      | 1758                                      | |
| Lamu (město v dnešní Keni) | 1506                                      | 1698                                      | |
| Mogadišu | zač. 16. stol.                            | 1698                                      | |
| Portugalské zlaté pobřeží (na území dnešní Ghany) | zač. 16. stol.                            | kon. 17. stol.                            | |
| Madagaskar | 1506                                      | 1550                                      | 1500: Diogo Dias sem vstoupil jako první Evropan, jižní a jihovýchodní pobřeží ostrova udrželi Portugalci vůči domorodému obyvatelstvu ještě padesát let |
| Portugalská západní Afrika (dnešní Angola) | 1575                                      | 1975                                      | 1483: objevení území, 1576: založení hlavního města Luandy, 1641 – 1648: nizozemská nadvláda, 2. pol. 19. stol.: významné rozšíření do vnitrozemí, 1975: nezávislost |
| Portugalská Guinea (dnes Guinea-Bissau) | 1614                                      | 1974                                      | 1446: příjezd Nuňo Tristão, 1614: založení kolonie Cacheu, 1753: založení kolonie Bissau, 1879: spojení obou kolonií, 1974: nezávislost |
| Ziguinchor (v dnešním Senegalu) | 1645                                      | 1888                                      | 1645: založení kolonie, 1888: ztráta ve prospěch Francie |
| Ouidah (v dnešním Beninu) | 1680                                      | 1961                                      | 1680: stavba pevnosti, která byla krátce nato opuštěna, 1721: stavba nové pevnosti São João Baptista d'Ajudá, 1727: dobyta domorodým obyvatelstvem, 1728: dobyta zpět, 1858: Portugalci se vzdali pevnosti, 1961: anektováno domorodým obyvatelstvem, 1975: uznání anexe |
| Portugalské Kongo (dnes Cabinda) | 1883                                      | 1975                                      | od 1883 protektorát, od 1956 společný generální guvernér s Angolou, od 1975 se měla stát samostatným státem, byla ale Angolou anektována |
| Amerika |                                           |                                           | |
| Labrador | 1499                                      | 1526                                      | 1498: objevení, 1499: založení kolonie, 1526: Portugalsko se vzdalo nároků na toto území |
| Brazílie | 1500                                      | 1822                                      | 1500: objevení Brazílie, od 1530: kolonie, 1624–1654: severovýchod obsazen Nizozemci, 1714: vicekrálovství, 1815–1822 personální unie s Portugalskem, 1822: nezávislost |
| Barbados | 1536                                      | 1620                                      | |
| Colonia do Sacramento (v dnešním Uruguayi) | 1680                                      | 1777                                      | 1680: založení kolonie, v tom samém roce obsazena Španělskem, 1681: předání zpět Portugalsku, 1705–1715: pod španělsko-argentinskou správou (jako země nikoho), 1715–1722: španělsko-argentinská, 1722: spravována z Portugalska, 1735: obsazena Španělskem a sesazení portugalského guvernéra, 1762: španělský útok, 1763: opět portugalská, 1777: postoupení kolonie Španělsku |
| Cisplatina (dnešní Uruguay) | 1808?                                     | 1822                                      | 1808: obsazení Portugalskem (jiný zdroj: 1816), 1815–1822: personální unie s Portugalskem, 1822: nezávislost jako součást Brazílie |
| Francouzská Guyana | 1809                                      | 1817                                      | obsazena Portugalskem v průběhu napoleonských válek |
| Blízký východ |                                           |                                           | |
| Gamru (dnešní Bandar Abbás) | 16. stol.                                 | 1615                                      | zisk podle různých zdrojů 1506, 1515 nebo 1521, 1615: dobyt Persií |
| Sokotra | 1506                                      | 1511                                      | |
| Hormuz (město v Hormuzském průlivu) | 1507                                      | 1622                                      | 1507: dobytí města a stavba pevnosti Forte de Nossa Senhora da Vitória, 1508: opuštěn, 1515: znovudobytí města, stavba pevnosti Forte de Nossa Senhora da Conceição de Ormuz, 1621: stavba pevnosti Forte de Queixome, 1622: Persie s britskou pomocí město dobyla |
| Maskat | 1507                                      | 1650                                      | Vasco da Gama zde přistál na své cestě do Indie, 1507: dobytí města, 1523 a 1526: po povstáních město znovu dobyto, 1550–1552: dobyt osmanskými Turky, 1581: město zničeno Turky, 1588: znovuvybudování pevnosti Portugalci, 1650: ztráta ve prospěch Ománu |
| Portugalsko v Ománu vlastnilo ještě několik dalších menších opěrných bodů, mj. Suhár (1507 – 17. stol.), Súr (1507 – 17. stol.) nebo Kurijat (1507–1648). |                                           |                                           | |
| Bahrajn | 1521[zdroj⁠?!]                             | 1602                                      | 1602: ztracen ve prospěch Persie |
| Portugalská Indie |                                           |                                           | |
| Lakadivy | 1498                                      | 1545                                      | 1545: ztráta po rebeliích domorodého obyvatelstva |
| Kochi | 1502                                      | 1663                                      | 1500: přistál zde Pedro Álvares Cabral, 1502: založení obchodního centra, 1503: stavba první evropské pevnosti v Indii (Fort Manuel), do 1510 hlavní město Portugalské Indie, 1524: zemřel zde Vasco da Gama, 1663: dobyto Nizozemci |
| Goa | 1509                                      | 1961                                      | 1509: dobytí a založení portugalské osady Velha Goa (Stará Goa), 1512: potlačení revolty, 1603 a 1639: odražení nizozemských útoků, konec 17. století: Indové dobyli severní část, 1737–1739: Indové dobyli téměř celou Gou, zkáze zabránil jen příjezd portugalské flotily, 1759: Panaji se stává hlavním městem, konec 18. století: významné územní zisky, 1799–1813: britská nadvláda, 1961: obsazena Indií, 1974: uznání indické nadvlády Portugalskem |
| Kóžikkót | 1510                                      | 1663/64                                   | 1498: v blízkosti přistál poprvé Vasco da Gama jako první Evropan v Indii, 1507: vyplenění města, 1510: dobytí města, 1512: stavba pevnosti Fortaleza de Diu, 1540: Portugalci získali monopol při obchodu s kořením, 1663/64: ztráta ve prospěch Nizozemska |
| Čattagrám | 1528                                      | 1666                                      | |
| Bombaj | 1534                                      | 1661                                      | 1530 a 1531: vyplenění oblasti Portugalci, 1534: předání oblasti Portugalcům, 1720: dobytí přístavu Indy, 1737–1739: ztráta celého území |
| ostrov Salsette | 1534                                      | 1737                                      | |
| Díu | 1535                                      | 1961                                      | 1535: dobytí, místní sultán povolil stavbu portugalské pevnosti a umístění portugalské vojenské posádky v rámci aliance proti Mughalské říši, konec 17. století: odražení nizozemských útoků, 1961: dobyto Indií, 1974: uznání indické nadvlády Portugalskem |
| ostrov Surat | 1540                                      | 1612                                      | 1540: dobytí a zničení města Portugalci, stavba pevnosti, 1612: dobytí Anglií |
| Maledivy | 1558                                      | 1573                                      | 1573: ztráta po rebeliích domorodého obyvatelstva |
| Daman | 1559                                      | 1961                                      | 1534: Portugalci zničili místní opevnění, 1559: dobytí města Damão, 1588: součást kolonie Portugalská Indie, 1614: dobytí dalších území v oblasti, 1961: anektováno Indií, 1974: uznání indické nadvlády Portugalskem |
| Mangalore | 1568                                      | 1763                                      | 1505: první portugalská pevnost, 1565: podrobení Mangalore, 1568: stavba nové pevnosti, 1695: vypálení města Araby, 1714: návrat Portugalců, 1763: Portugalci vyhnáni Indy |
| Dádra | 1779                                      | 1954                                      | 1779: obsazena Portugalci (jiný zdroj – 1785), 1954: místní nacionalisté převzali kontrolu, 1961: oficiálně anektována Indií |
| Nágar Havélí | 1779                                      | 1954                                      | 1779: dobytí Portugalci (jiný zdroj – 1783), 1954: místní jednotky převzaly kontrolu, 1961: oficiální anexe Indií |
| Další města a oblasti: Kollam (1502–1661), Kannur (1502–1663), Nákappattinam (1507–1657), Pulicat (1518–1610), Chaul (1521–1740), Cranganor (1523–1661), São Tomé de Meliapor (1523–1737), Baçaím (1534-1739), Thoothukudi (1548–1658), Huglí (1579–1632), Machilipatnam (1598–1610) |                                           |                                           | |
| Jižní a východní Asie |                                           |                                           | |
| Malakka (město v dnešní Malajsii) | 1511                                      | 1641                                      | 1509: první návštěva města Portugalci, 1511: dobytí města, 1641: ztráta ve prospěch Nizozemska |
| Moluky | 1512                                      |                                           | Ambon (1521–1609, ztráta ve prospěch Nizozemska), Bacan (1513 – 1851/59/61), Bandské ostrovy (1512–1621, ztráta ve prospěch Nizozemska), Ternate (1513–1575, ztracen po domorodém povstání) |
| Sundy | 1512                                      |                                           | Adenara (? – 1861, předání Nizozemsku), Alor (16. stol. – 1861, předání Nizozemsku), Flores (1570 – 1861, 1667: části ostrova ztraceny ve prospěch Nizozemska, 1861: předání Nizozemsku), Lembata (16. století – 1861, předání Nizozemsku), Makassar (1512 – 1665, ztráta ve prospěch Nizozemska), Pantar (16. století – 1861, předání Nizozemsku), Solor (1556–1861, 1613–1630: nizozemská nadvláda, 1861: předání Nizozemsku) |
| Cejlon | 1517                                      | 1658                                      | 1505: přistál zde Lourenço de Almeida, 1517: dobytí Kolomba a stavba pevnosti, 1545: Jaffna je donucena platit tribut, konec 16. století: další menší územní zisky, 1656 – 1658: dobytí Nizozemci |
| Ningbo (v dnešní Číně) | 1533                                      | 1545                                      | 1542: stavba portugalské osady, 1545: zničení osady Číňany, mezi lety 1540 a 1549 stáhnutí Portugalců |
| Macao | 1553                                      | 1999                                      | 1516: Portugalci zde poprvé přistáli, 1553: založení Macaa jako obchodního a misionářského centra, 1557: portugalská správa, ale čínská nadvláda, 1680: první portugalský guvernér, ale Macao stále pod čínskou suverenitou, 1849: Portugalsko vyhlásilo nezávislost Macaa, pol. 19. stol.: menší územní zisky, 1887: Čína uznala dlouhodobé právo Portugalska na vlastnictví Macaa, 1938: další menší územní zisky, 1943–1945: japonský protektorát, 1945: vrácení některých oblastí Číně, 1976: Macao oficiálně čínským teritoriem pod správou Portugalska, 1999: začleněno do Čínské lidové republiky |
| Portugalsko v Číně vlastnilo ještě několik dalších menších opěrných bodů. |                                           |                                           | |
| Nagasaki | 1571                                      | 1638                                      | 1542: Portugalci poprvé dosáhli Japonska, 1571: portugalská obchodní stanice, 1634: stavba umělého ostrova Dedžimy, 1637: místní povstání, 1638: vyhnání Portugalců |
| Portugalský Timor | 1586                                      | 1975 (2002)                               | 1512: objevení Timoru, 1640: začátek nizozemského osidlování západní části ostrova, 1756: západní část Timoru připadla Nizozemsku, 1769: přesunutí hlavního města do Dili, 1975: nezávislost a krátce nato obsazen Indonésií, 1999: správa OSN do roku 2002, do konečné samostatnosti v roce 2002 status „závislé území pod portugalskou správou“ |